# Викторий Аквитанский
Викто́рий Аквита́нский (лат. Victorius Aquitanus) — хронист, учёный-пасхалист середины V в.

## Биография
Викторий был уроженцем Аквитании и соотечественником Проспера Аквитанского (изв. тж. как Проспер Тирон)(ок. 390—460 гг.). Дальнейшая жизнь и деятельность Виктория связаны с Римом. Свою известность Викторий приобрёл благодаря работе посвящённой пасхалии. В IV—V веках для вычисления даты Пасхи на Востоке Римской империи использовали александрийскую пасхалию, основанную на 19-летнем лунном цикле, в то время как на Западе пользовались пасхалией, в основе которой лежал 84-летний цикл. Это иногда приводило к разным датам Пасхи на Востоке и на Западе. Во времена потификата Льва Великого такое расхождение случилось дважды, в 444 и 453 годах. Папа поручил исследование вопроса архидиакону (будущему папе) Иларию. Тот переадресовал проблему Викторию. Результатом стало сочинение о принципах вычисления даты Пасхи, известное под заглавием «Пасхальный ход» (лат. Cursus Paschalis) и новые пасхальные таблицы. Сохранились извлечения из этого труда под заглавием «О пасхалии и рождении четырнадцатой луны» (лат. De paschali et nativitate decimae quartae Lunae). Таблицы высчисления даты Пасхи Виктория Аквитанского, основанные на применении 19-летнего лунного цикла, были приняты Римской Церковью ок. 465 г. В работе Виктория впервые появляется 532-лентий период повторения пасхальных дат, получивший в дальнейшем наименование Великого индиктиона. В VI в. в Риме пасхальные таблицы Виктория Аквитанского были заменены александрийской пасхалией, получившей распространение на Западе благодаря трудам Дионисия Малого. Однако пасхалия Виктория Аквитанского продолжала употребляться в королевстве франков в течение VI—VIII столетий. В VII—VIII вв. она распространилась на подвластную франкам территорию Германии и только в начале IX века, при Карле Великом была окончательно вытеснена александрийской пасхалией.
Викторий считал, что Распятие Христа произошло в 28 году н. э. Согласно циклу Виктория, Пасха могла приходиться самое раннее на 22 марта, самое позднее — на 24 апреля.
Кроме пасхальных таблиц, Викторий написал арифметический трактат «Книга исчисления» (лат. Liber calculi) и составил серию таблиц умножения (лат. Calculus), которые широко использовались в Средневековье: они показывали умножение чисел от 1000 до 1/144 на числа от 2 до 50. Пространный комментарий к таблицам был написан Аббоном из Флёри. Геннадий Марсельский упоминает Виктория Аквитанского в сочинении «О церковных писателях» как «тщательного вычислителя»  и сообщает, что он составил также хронологические таблицы событий от сотворения мира. Возможно, Викторию Аквитанскому также принадлежит сочинение «Пролог Пасхи» (лат. Prologus paschae).